# Thermopsideae
Thermopsideae,  nekadašnji tribus mahunarki iz potporodice Faboideae. Pripadalo mu je šest rodova.. Tribus je opisao Yakovlev 1972. Danas se smatra sinonimom za nanovo opisani tribus Sophoreae, koji je sada opisan kao čista monofietska klada. 

## Opis
Grmlje ili višegodišnje zeljaste biljke, kasnije često s drvenastim podankom. Lišće obično 3-listno, rijetko 1-listno; listići odsutni. Cvjetovi u završnim gronjama. Čaška je u pupoljku upletena. Latica 5. Prašnici (9 ili) 10, slobodni (ponekad 2 ili 3 srasla blizu vrha); prašnici svi slični. Ovarij 1- do mnogo ovuliranih; gornji dio stila obično gol i prevrnut. Mahune izdužene, spljoštene ili kuglaste. Sjemenke duguljasto bubrežaste, elipsoidne do diskaste; hilum mali.

## Povijest tribusa
Podrijetlo Thermopsideae pretpostavlja se kao srednjoazijsko i datirano u vrijeme prije 28,81 milijuna godina. Rođenje pretka Thermopsideae koincidiralo je sa skupljanjem mora Paratetis oko 10,30 milijuna godina prije u oligocenu. Himalajsko kretanje QTP uzdizanja od ca. 20 milijuna najvjerojatnije je pokrenulo diverzifikaciju između središnje Azije i Sjeverne Amerike. Divergencije u istočnoj Aziji, središnjoj Aziji, Mediteranu i tako dalje, unutar Euroazije, osim za Ammopiptanthus, prikazane su kao disperzije iz QTP-a. Početak adaptivne radijacije u središtu plemena, s diverzifikacijom većine vrsta u Thermopsis i Piptanthus na prije ca. 4-0,85 milijuna godina u Tibetu i susjednim regijama, čini se da je rezultat intenzivnog sjevernog QTP uzdizanja tijekom kasnijeg miocena do pleistocena. 

## Rodovi
1. Ammopiptanthus S.H. Cheng; danas u Sophoreae
2. Anagyris L.; danas u Sophoreae
3. Baptisia Vent. ; danas u Sophoreae
4. Pickeringia Nutt.; danas u Cladrastideae
5. Piptanthus Sweet; danas u Sophoreae
6. Thermopsis R. Br. ex Ait. f.; danas u Sophoreae